# دراج أسود
دراج أسود (الاسم العلمي: Francolinus francolinus) طائر من أسرة الحجلاوات في الفصيلة التدرجية.